# Des Browne
Desmond Henry "Des" Browne, född 22 mars 1952 i Kilwinning i North Ayrshire, är en brittisk Labourpolitiker. Han var parlamentsledamot för valkretsen Kilmarnock and Loudoun 1997-2010. Han var biträdande minister vid Arbets- och pensionsdepartementet 2003-2004, biträdande minister vid Inrikesdepartementet till valet 2005, sedan biträdande finansminister (Chief Secretary to the Treasury) till 2006. Från maj 2006 var han försvarsminister, och från juni 2007 också Skottlandsminister. Han lämnade regeringen i oktober 2008.
Han adlades 2010 under namnet Lord Browne of Ladyton.
Innan han invaldes i parlamentet arbetade han som advokat.
Browne är gift och har två söner.